# Eric Hosmer
Eric John Hosmer (South Miami, 24 ottobre 1989) è un giocatore di baseball statunitense, prima base per i Boston Red Sox nella Major League Baseball (MLB).

## Carriera

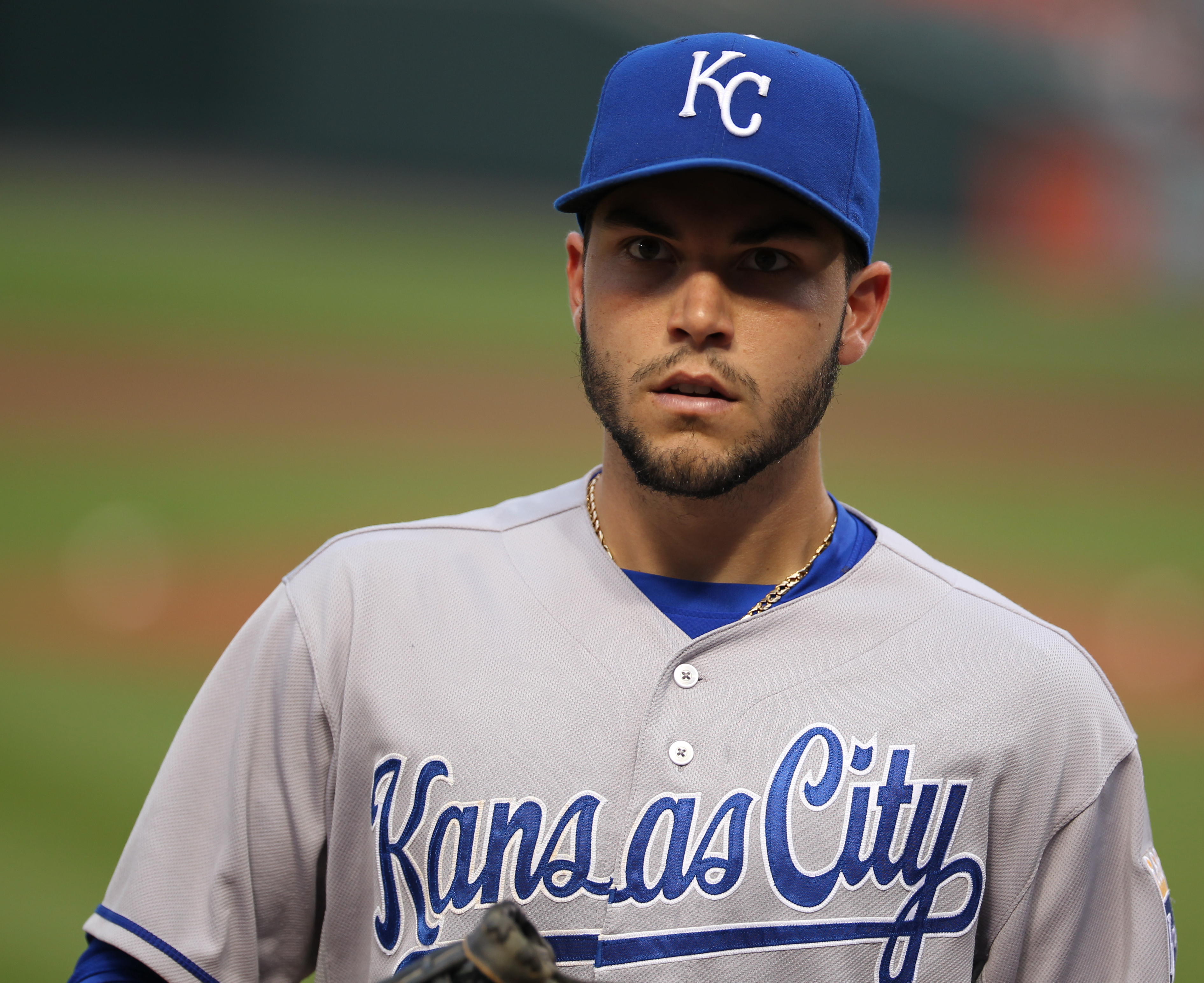
Hosmer con i Royals nel 2011

Hosmer fu selezionato nel primo turno del draft 2008, come terza scelta assoluta, dai Kansas City Royals. 
Debuttò nella MLB il 6 maggio 2011, al Kauffman Stadium di Kansas City, contro gli Oakland Athletics. Nella sua prima stagione si classificò terzo nel premio di rookie dell'anno dell'American League dietro a Mark Trumbo e Jeremy Hellickson, chiudendo con una media battuta di .293, 19 fuoricampo e 73 punti battuti a casa (RBIs) in 128 gare. Nel 2013 vinse il Guanto d'oro, il primo di tre consecutivi, per le sue prestazioni a livello difensivo.
Nel 2014, Hosmer disputò le sue prime World Series, dove i Royals furono sconfitti dai San Francisco Giants. L'anno successivo il club tornò in finale battendo i New York Mets nelle World Series 2015. In gara 1 di quella serie, Hosmer superò il record di franchigia di George Brett per il maggior numero di RBI nei playoff, salendo a quota 24.
Nel 2016, Hosmer fu convocato per il suo primo All-Star Game, venendo premiato come miglior giocatore dell'evento. Nel 2017 terminò con la miglior media battuta in carriera, .318, vincendo il suo quarto Guanto d'oro e il primo Silver Slugger Award. A fine anno divenne free agent per la prima volta in carriera.
Il 19 febbraio 2018, Hosmer firmò un contratto di 8 anni e 144 milioni con i San Diego Padres, il contratto dal valore più alto nella storia della franchigia.

## Palmarès

### Club
- World Series: 1

Kansas City Royals: 2015

### Individuale
- MLB All-Star: 1

2016
- MVP dell'All-Star Game: 1

2016
- Guanti d'oro: 4

2013–2015, 2017
- Silver Slugger Award: 1

2017
- Esordiente del mese: 2

AL: luglio e settembre 2011
- Giocatore della settimana: 2

AL: 10 settembre 2017
NL: 4 aprile 2021

### Nazionale
- World Baseball Classic:  Medaglia d'Oro

Team: USA: 2017